# Prilesje, Velike Lašče
Prilesje este o localitate din comuna Velike Lašče, Slovenia, cu o populație de 64 de locuitori.